# سازند جهرم
سازند جهرم یک سازند زمین‌شناسی شامل دولومیت و آهک‌های دولومیتی است که در برابر هوازدگی مقاومت خوبی نشان می‌دهند. برش الگوی این سازند در تنگ آب واقع در پهلوی شمالی کوه جهرم با ضخامت ۴۷۶ متر مطالعه شده است.
از دیدگاه کنسرسازی، ذخایر معدنی موجود در گستره جهرم به شرح زیر می‌باشد:
- رگه‌های سیلیسی(Sio2):در یال شمالی تاقدیس‌های کوه حسن‌آباد، کوه البرز و همچنین در شمال باختری روستای علی‌آباد نصیرخانی رگه‌های سیلیسی به ستبرای ۵۰ سانتی‌متر تا ۵/۱ متر و به طول حدود ۱ کیلومتر دیده می‌شود. رنگ رگه‌های سیلیسی در سطح شکسته شده، خاکستری مایل به صورتی و سفید بوده و میزان sio۲ آنها بین۸/۶۰ درصد تا ۴/۶۹ درصد متغیر می‌باشد.
- سنگ گچ: بررسی و مطالعه لایه‌های گچی پاره سازند چهل، واقع در یال شمالی کوه حسن‌آباد لازم به نظر می‌رسد، لایه‌های گچی موجود در سازند ساچون واقع در یال شمالی تاقدیس کوه البرز به علت ضخامت کم، قابل اهمیت نمی‌باشند.
- سنگ آهک: از سنگ آهک‌های خاکستری تا روشن سازند جهرم – آسماری، داریان، سروک و همچنین آهک‌های ریفی عضو گوری می‌توان به عنوان سنگ لاشه برای ایجاد پل در راه‌سازی و استفاده در پی ساختمان‌ها و دیوار باغ‌ها استفاده نمود.
- سنگ دولومیت: بررسی بر روی دولومیت سازند جهرم در یال شمالی البرزکوه (جهرم) جهت استفاده در صنایع نسوز و تهیه نسوزهای دولومیتی لازم به نظر می‌رسد.
- خاک رس: از خاک رس در تهیه آجر و سفال استفاده می‌گردد. دشت‌های جویم و هرم دارای مقادیری خاک رس می‌باشند که از لحاظ ترکیب شیمیایی به علت بالا بودن میزان درصد کربنات کلسیم آنها و همچنین پائین بودن مقدار سیلیس آنها جهت تولید آجر یا سفال مناسب نمی‌باشند.
- مخلوط شن و ماسه: پوشش آبرفتی پادگانه‌های جوان جهت بهره‌برداری شن و ماسه و به عنوان مخلوط در تولید سیمان کاربری دارد.[۱]

بیشترین گسترش سازند جهرم در سکوی فارس است، در لرستان سازند جهرم توسط سازند کنگلومرایی کشکان به دو سازند آهکی تله‌زنگ (در زیر) و سازند کربناتی شهبازان (در بالا) تقسیم شده است. در خوزستان این سازند رخنمون ندارد ولی در حفاری‌های نفتی نواحی دارخوین و خرمشهر گزارش شده است.